# Crinia glauerti
Crinia glauerti é uma espécie de anfíbio da família Myobatrachidae.
É endémica da Austrália.
Os seus habitats naturais são: florestas temperadas, rios, rios intermitentes, áreas húmidas dominadas por vegetação arbustiva, pântanos, lagos de água doce, marismas de água doce, terras aráveis, pastagens, plantações , jardins rurais, áreas de armazenamento de água, lagoas, escavações a céu aberto, áreas de tratamento de águas residuais e vegetação introduzida.
Está ameaçada por perda de habitat.